# Wollumbin National Park
Wollumbin National Park – park narodowy położony w stanie Nowa Południowa Walia w Australii, około 540 km na północ od Sydney.
Park jest częścią rezerwatu Gondwana Rainforests of Australia, wpisanego na listę światowego dziedzictwa UNESCO. W sierpniu 2009 roku doszło do połączenia Wollumbin National Park z Mount Warning National Park.